# Brahmina sulcifrons
Brahmina sulcifrons är en skalbaggsart som beskrevs av Moser 1913. Brahmina sulcifrons ingår i släktet Brahmina och familjen Melolonthidae. Inga underarter finns listade.